# Människans själ under socialismen
Människans själ under socialismen (engelska: The Soul of Man Under Socialism) är en essä från 1891 av Oscar Wilde, i vilken han lägger fram en libertariansk socialistisk (social anarkisk) världsbild. Wilde skrev essän efter att han anammat anarkistisk filosofi, vilket han gjorde efter att ha läst Peter Kropotkins verk.
I Människans själ under socialismen argumenterar Wilde att under kapitalism "slösar de allra flesta bort sina liv genom ohälsosam och överdriven altruism – de tvingas att förstöra livet": istället för att förverkliga sina talanger fullt ut, slösar de sin tid på att lösa de sociala problem som kapitalism skapar, utan att påverka källan till problemen. Omtänksamma personer försöker "med beundransvärd men missriktad ambition, att råda bot på de missförhållanden de ser. Men deras medicin botar inte sjukdomen, utan förlänger den bara" istället för att, som Wilde skriver "försöka omforma samhället så att fattigdomen blir omöjlig."

## Utgåvor på svenska
- Wilde, Oscar; Höglund, Z. (1913). Socialismen och människoanden. Stockholm: Tiden
- Wilde, Oscar; Mansén, Elisabeth (2000). Människans själ under socialismen. Lund: Ellerström. Libris 8372862. ISBN 9172470348